# Internazionali di Tennis di Baviera 2017
Gli Internazionali di Tennis di Baviera 2017, anche conosciuti come BMW Open by FWU per motivi di sponsorizzazione, sono stati un torneo di tennis giocato sulla terra rossa. È stata la 102ª edizione del torneo, facente parte dell'ATP Tour 250 nell'ambito dell'ATP World Tour 2017. Il torneo si è giocato al MTTC Iphitos di Monaco di Baviera, in Germania, dal 1° al 7 maggio 2017.

## Partecipanti

### Teste di serie
| Nazione  | Giocatore             | Ranking* | Testa di serie |
| -------- | --------------------- | -------- | -------------- |
| Francia  | Gaël Monfils          | 17       | 1              |
| Spagna   | Roberto Bautista Agut | 18       | 2              |
| Germania | Alexander Zverev      | 20       | 3              |
| Italia   | Fabio Fognini         | 29       | 4              |
| Germania | Philipp Kohlschreiber | 31       | 5              |
| Germania | Miša Zverev           | 35       | 6              |
| Germania | Jan-Lennard Struff    | 52       | 7              |
| Brasile  | Thomaz Bellucci       | 54       | 8              |

* Ranking al 24 aprile 2017.

### Altri partecipanti
I seguenti giocatori hanno ricevuto una wild card per il tabellone principale:
- Maximilian Marterer
- Daniel Masur
- Casper Ruud

Il seguente giocatore è entrato in tabellone con il ranking protetto:
- Tommy Haas

I seguenti giocatori sono passati dalle qualificazioni:

- Yannick Hanfmann
- Jozef Kovalík
- Guido Pella
- Cedrik-Marcel Stebe

## Campioni

### Singolare
Alexander Zverev ha sconfitto in finale  Guido Pella con il punteggio di 6-4, 6-3.
- È il terzo titolo in carriera per Zverev, secondo della stagione.

### Doppio
Juan Sebastián Cabal /  Robert Farah hanno sconfitto in finale  Jérémy Chardy /  Fabrice Martin con il punteggio di 6-3, 6-3.